# Jean-Baptiste Meiser
Pour les articles homonymes, voir Jean-Baptiste et Meiser.
Jean-Baptiste Meiser est un général de l'armée belge et homme politique belge, né à Saint-Josse-ten-Noode le 21 septembre 1857 et décédé à Schaerbeek le 11 novembre 1940. Il s'est illustré au cours de la Première Guerre mondiale lors de la bataille de l'Yser.

## Biographie
Il est le fils de Corneille Meiser, employé civil au Ministère de la Guerre, et d'Isabelle Ryckmans. Le 30 juillet 1888, il se marie avec Alice Barbe Van Heffen. Cette dernière décède inopinément le 24 septembre 1912 et le laisse veuf.
Le 1er octobre 1869, il s'engage à douze ans dans l'École des enfants de troupe de l'armée belge. Montant tous les échelons il est nommé sous-lieutenant dans le régiment des carabiniers en 1879. Caporal au régiment des carabiniers en 1873, il passe par tous les grades subalternes avant d'être nommé sous-lieutenant en au 2e régiment de Chasseurs à Pied en 1879. En 1882, il retourne aux carabiniers. Capitaine en 1886, il dirige l'École normale militaire d'escrime et de gymnastique. En 1892, il est major au 2e bataillon du régiment des carabiniers. En 1911, il est lieutenant-colonel au 9e régiment de Ligne et en 1913, il en est nommé colonel et chef de corps de ce régiment.

### Première Guerre mondiale
Au début de la Grande Guerre, il commande le 9e régiment de Ligne faisant partie de la 3e division d'armée. Le 4 août 1914, il part de Bruxelles en train avec son régiment pour la Position fortifiée de Liège assaillie par les Allemands. Il se distingue dans les combats du Sart-Tilman, près de Liège les 5 et 6 août 1914. Il participe ensuite au siège d'Anvers en octobre 1914.
Lors de la bataille de l'Yser, Jean-Baptiste Meiser a sous ses ordres la brigade B forte de 5 000 hommes. Sa brigade composée des 11e et 12e régiment de Ligne se bat héroïquement à Dixmude et tient quatorze jours (du 16 au 31 octobre 1914) face aux assauts allemands alors qu'on lui avait demandé de tenir quarante-huit heures. Sa bravoure au front lui valent la reconnaissance du maréchal Foch qui le décore le 30 octobre 1914 sur son lit d'hôpital de la cravate de commandeur de la Légion d'honneur et l'appelle à cette occasion le « vainqueur de Dixmude » . Bien qu'il soit pensionné le 29 avril 1917, Jean-Baptiste Meiser reste dans le service actif. Il est promu général-major au mois d'avril 1918.

### Entre-deux-guerres
Il occupe le poste de gouverneur militaire du Brabant du 13 décembre 1918 au 20 septembre 1919. Fin 1919, il prend sa retraite de l'armée et est promu lieutenant-général à titre honoraire le 10 juillet 1920.
Se tournant vers la vie politique, le général Meiser se présente aux premières élections communales d'après-guerre et est élu conseiller communal à Schaerbeek le 24 avril 1921. Les élections suivantes, en 1927, il est élu échevin et nommé le lendemain bourgmestre de Schaerbeek. Il le restera pendant dix ans. Malgré sa réélection en 1938, à l'âge de 82 ans, il cèdera la place à Fernand Blum au poste de bourgmestre.
La commune est en pleine expansion, Jean-Baptiste Meiser fera du logement une priorité. La cité de logements sociaux de Terdelt sera créée à son initiative.
Il habitait au boulevard Auguste Reyers à Schaerbeek où il décède en 1940.

## Distinctions
- Grand officier de l'ordre de Léopold en 1939 (Belgique)[1].
- Grand officier de l'ordre de la Couronne (Belgique).
- Grand-croix de l'ordre de Léopold II en 1933 (Belgique)[1].
- Croix de guerre 14-18 (Belgique).
- Commandeur de la Légion d'honneur en 1914 (France).
- Commandeur de l'ordre d'Orange-Nassau (Pays-Bas).

## Hommages
Un important carrefour de Schaerbeek porte son nom, il s'agit de la place Général Meiser. Un buste du général Meiser est conservé à l'hôtel de ville de Schaerbeek, œuvre du sculpteur Georges Vandevoorde.